# Roman Weidenfeller
Roman Weidenfeller, född den 6 augusti 1980 i Diez, är en tysk före detta fotbollsmålvakt som spelade större delen av sin karriär för Bundesliga-klubben Borussia Dortmund.

## Klubbkarriär

### Tidig karriär
Roman Weidenfeller gjorde sin professionella debut 1997, efter att ha belönats The Best Goalkeeper Award vid U-17 VM 1997. Under sina unga år spelade han för Sportfreunde Eisbachtal.

### Kaiserslautern
1998 överfördes Weidenfeller till 1. FC Kaiserslauterns juniorlag där han spelade 40 matcher på två säsonger. Han blev därefter uppflyttad till A-laget men gjorde bara sex ligamatcher på två säsonger.

### Borussia Dortmund
Weidenfeller flyttade till Borussia Dortmund 2002 på fri transfer som möjlig ersättare till Jens Lehmann, som flyttade till Arsenal 2003. Weidenfeller hade, enligt uppgift, varit olycklig i 1. FC Kaiserslautern, där han främst använts som avbytare till Georg Koch. Debuten för Borussia Dortmund inträffade den 17 december 2003 mot hans gamla klubb, FC Kaiserslautern, i en 1-0-förlust. Han blev kallad till VM-truppen 2014 i Brasilien, där han blev andramålvakt. Efter 16 säsonger och 349 matcher för Borussia Dortmund meddelande Weindenfaller 2018 att han lägger skorna på hyllan efter säsongen.